# Calathea allouia
O ariá ou leren (Calathea allouia) é uma espécie de erva da família das marantáceas, nativa da América tropical.

## Descrição
É una planta perene que pode atingir até 1 m de altura, com vários galhos originados na mesma base. Apresenta raízes tuberosas ovoides ou cilíndricas, de 2 a 8 cm de comprimento e 2 a 4 cm de diâmetro. As folhas têm base curta envolvente formando pseudocaule; com pecíolos longos com ranhuras; são simples, alternas, com ápice acuminado, elípticas, semelhante a folhas de bananeira, de 20 a 60 por 5 a 20 cm; nervuras paralelas. Inflorescência terminal erecta com brácteas cor creme, densamente imbricadas; as flores são esbranquiçadas, de 2 a 5 cm de comprimento. A tuberização começa nas pontas das raízes fibrosas. A reprodução é vegetativa, por rizomas, que dão uma média de 20 galhos cada.

## Usos

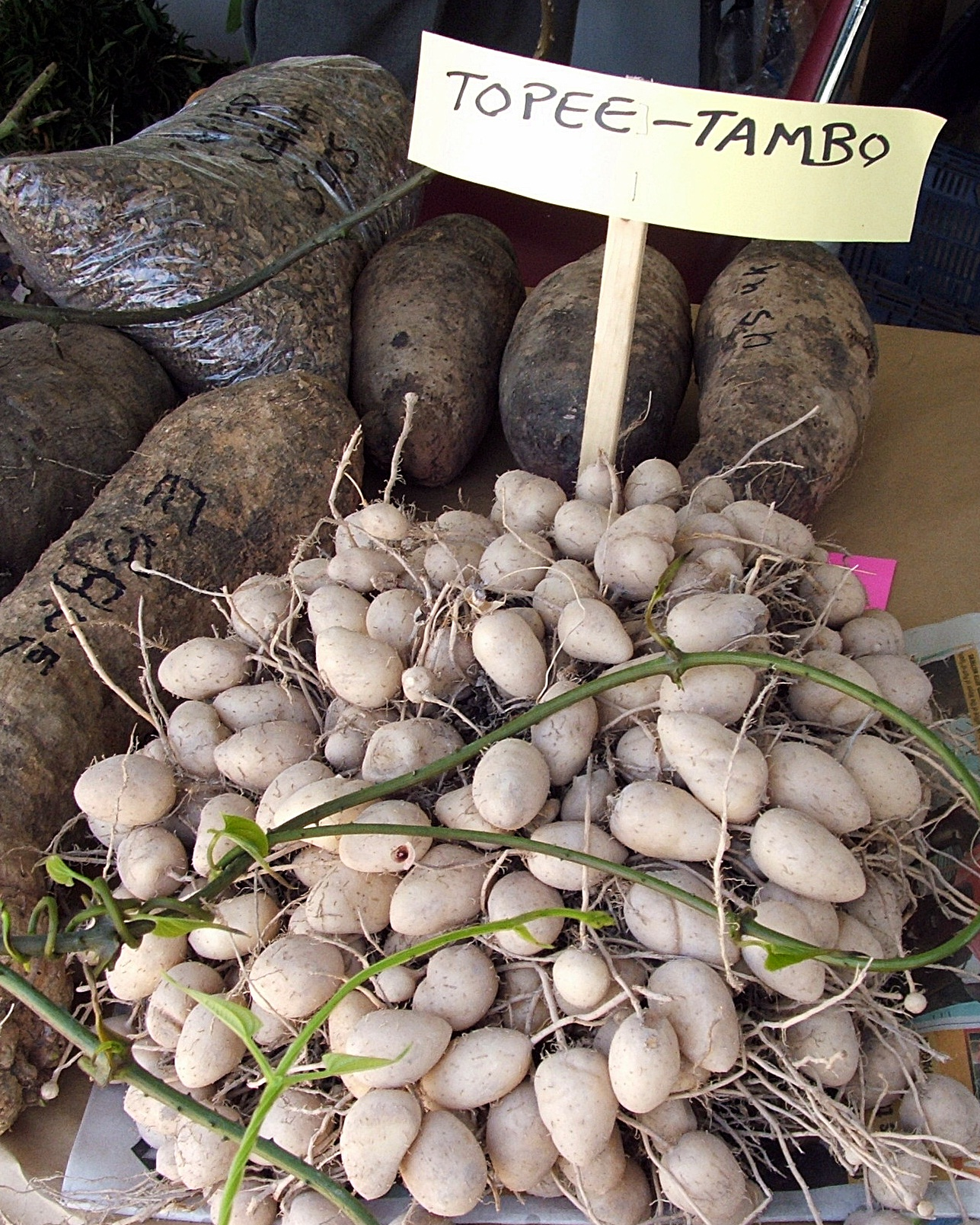
Ariás numa feira de Trinidade e Tobago

Parte comestível da planta são as raízes tuberosas, que contêm 13 a 15% de amido, 1,5 a 2% de proteínas e 6% de aminoácidos. A produção pode chegar até produzir 2,2 kg por planta. Os agricultores tradicionais são os que mais cultivam e consomem esta espécie. Nas Antilhas, e em algumas feiras de Manaus, as raízes do ariá são comercializadas. Se cozinham e servem em saladas ou em pratos, geralmente com pescado.